# パドヴァ円形闘技場

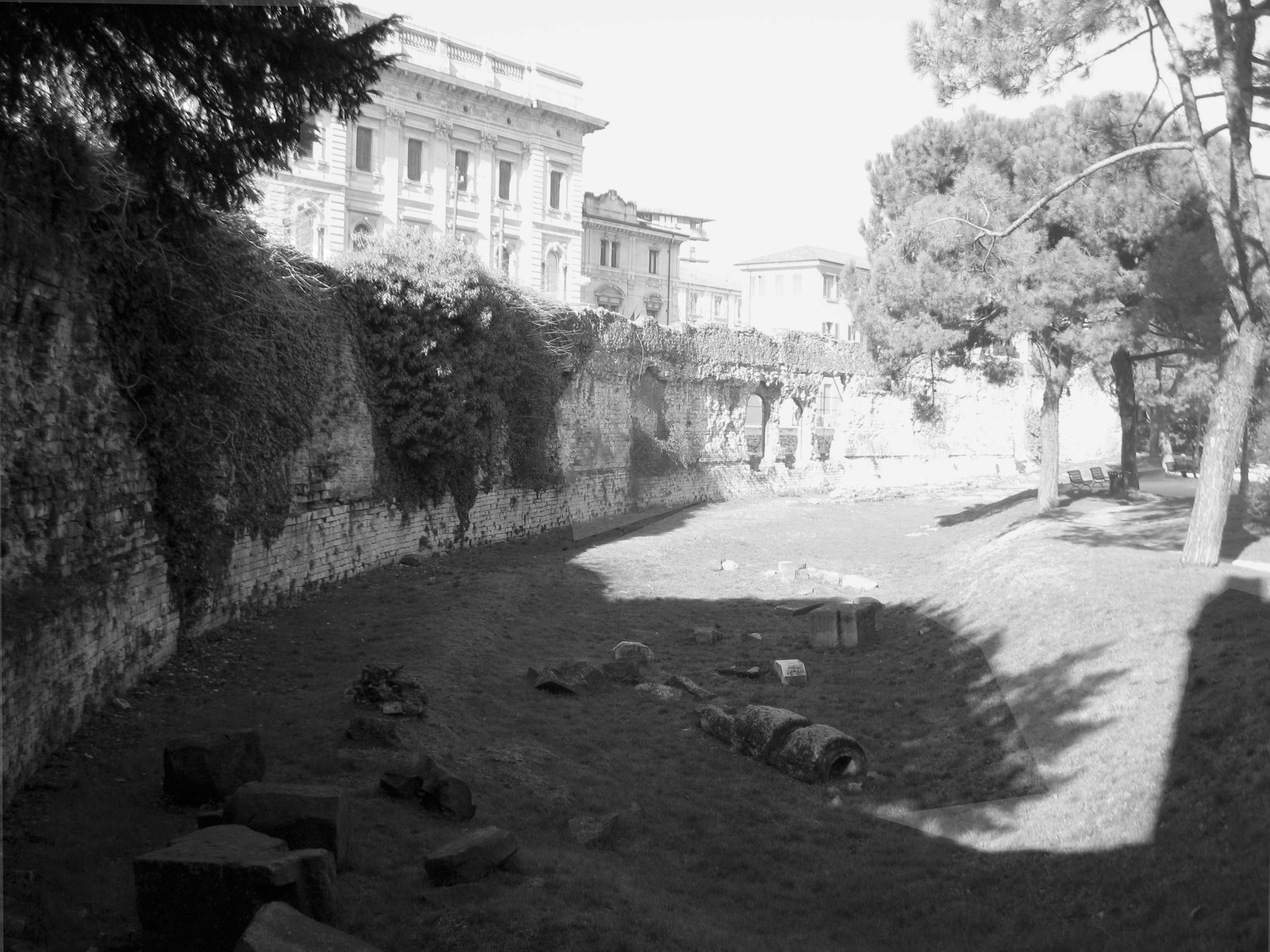
パドヴァ円形闘技場

パドヴァ円形闘技場（イタリア語: Anfiteatro Romano di Padova，英語: Roman Amphitheatre of Padua）は、イタリアのパドヴァのアレナ公園（Giardini dell’Arena）内にある古代ローマ時代に造られた円形闘技場。

## 概要
パドヴァ円形闘技場は、ローマ帝国初代皇帝アウグストゥス（在位 前27年 - 14年）の統治期頃に造られたと考えられている。建物は楕円形で建物の外形は長辺134.26m、短辺97.31mであり、長軸は北東-南西を向いている。観客席の建物は2階建てで、外周壁には80箇所の入口アーチが並んでいた。
この建物は17世紀に”発見”され、1880年から1881年と1906年から1907年に発掘が行われた。現在外周壁がかろうじて見える形で残存しているだけである。エレミターニ市立美術館の敷地内にあるが、ガリバルディ大通りや美術館の前庭から眺めることが可能である。

## アクセス
- トレニタリア パドヴァ駅の南へ、徒歩 約600m
- トラム SIR 1線 Eremitani停留所下車 すぐ